# High Midnight
High Midnight (titulado: Acción a medianoche en Argentina y Hora de venganza en España) es un telefilme estadounidense de drama de 1979, dirigido por Daniel Haller, escrito por Kathryn Montgomery y Michael Thomas Montgomery, musicalizado por Jerry Fielding, en la fotografía estuvo Stevan Larner y los protagonistas son Mike Connors, David Birney y Christine Belford, entre otros. Este largometraje fue producido por Universal Television y se estrenó el 27 de noviembre de 1979.

## Sinopsis
Al trabajador Tony Giannetti le mataron a su mujer y a su hijo, ahora quiere realizar un ajuste de cuentas. Esto ocurrió en una redada antidrogas de la policía, la cual estaba dirigida por un oficial antinarcóticos demasiado ambicioso y cruel, llamado Capitán Lou Mikalich, que creyó que su casa era usada para la venta de crack; a pesar de lo sucedido no manifiesta ningún tipo de arrepentimiento. Giannetti va a tratar de hacer justicia de una manera implacable contra Milalich.